# Platte Township (comté de Clinton, Missouri)
Platte Township est un ancien township du comté de Clinton dans le Missouri, aux États-Unis,.
Il est fondé en 1838 et baptisé en référence à la rivière Platte (en).

## Source de la traduction
- (en) Cet article est partiellement ou en totalité issu de l’article de Wikipédia en anglais intitulé « Platte Township, Clinton County, Missouri » (voir la liste des auteurs).